# دنيس دوف
دنيس دوف (بالإنجليزية: Dennis Dove)‏ هو لاعب كرة قاعدة أمريكي، ولد في 31 أغسطس 1981.

## وصلات خارجية
- دنيس دوف على موقعبيزبول رفرنس.كوم (الدوري الرئيسي) (الإنجليزية)
- دنيس دوف على موقعبيزبول رفرنس.كوم (الدوري الثانوي) (الإنجليزية)